# Tolos (tomba)

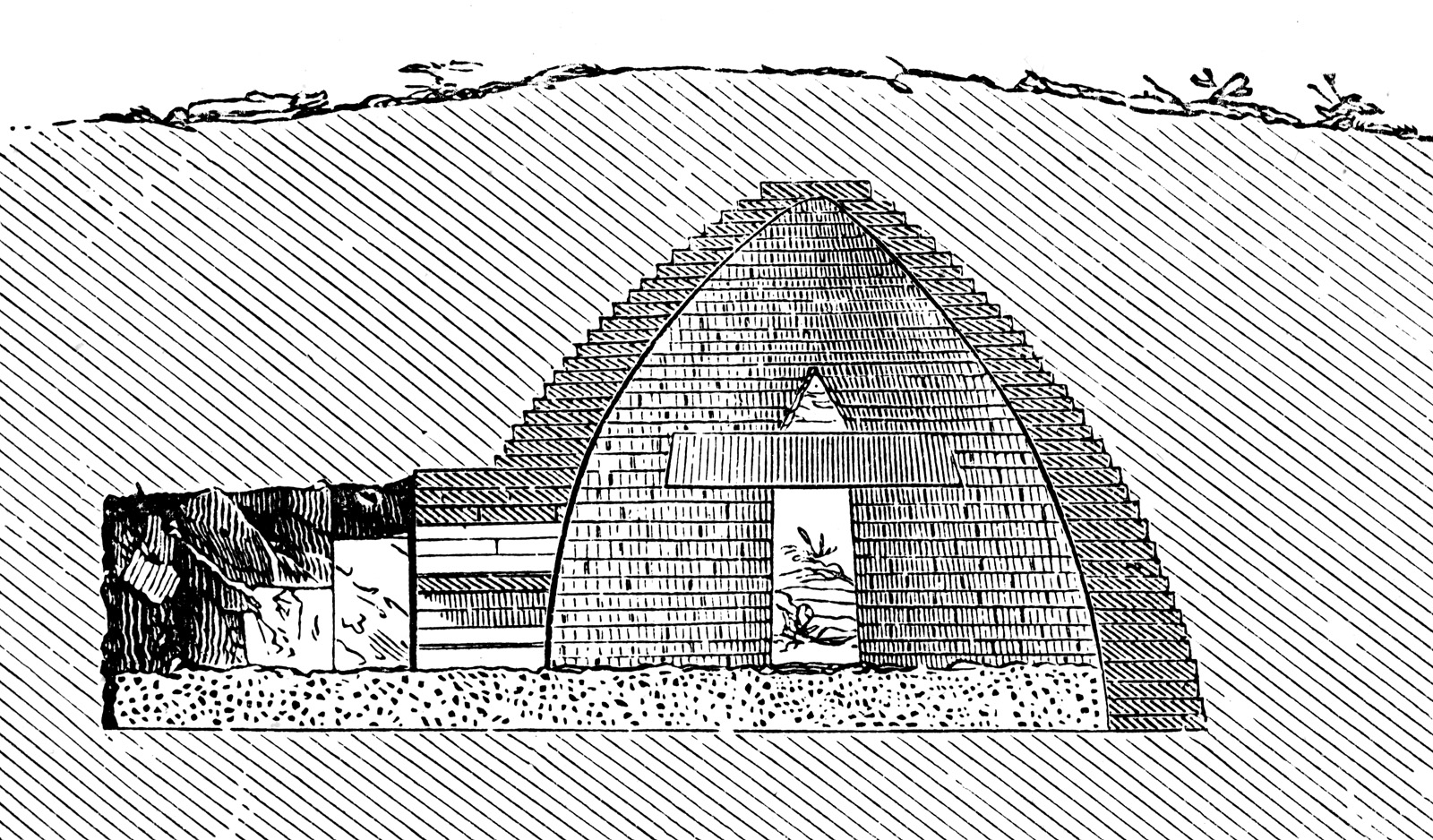
Dibuix d'una secció de la construcció del tolos anomenat Tresor d'Atreu

Un tolos (del grec, θόλος τάφοι, θόλοι τάφοι, «tomba de volta») és una estructura d'enterrament caracteritzada per una falsa volta creada per la sobreposició de successius petits anells de rajoles o, més habitualment, pedres. El resultat sembla un gran rusc d'abelles. Els tolos foren utilitzats per diverses cultures a la Mediterrània i a l'Àsia occidental, encara que de vegades es fa servir per referir-se a un tipus de cases, com a Xipre, a llocs rituals, com a Síria, i fins i tot a fortificacions, com en alguns llocs de la península Ibèrica i Sardenya. Max Mallowan utilitza aquest nom per les cases de base circular de la cultura neolítica de Tell Halaf (Iraq, Síria i Turquia), però aquestes construccions no tenen relació amb les tholos d'altres cultures.

## Grècia
Els tolos de Grècia, són un tipus d'estructura d'enterrament emprat a de l'edat del bronze. Com van sorgir és encara tema de debat: Estaven inspirades en els tolos de Creta, més antigues que les gregues (datades en els començaments del període minoic) o van sorgir com a evolució natural dels túmuls que construïen anteriorment? En concepte, són similars a les nombroses cambres funeràries construïdes pels micènics per la mateixa època; ambdues construccions consten de: una cambra, una porta del tipus stomion i un passatge per accedir (dromos), però amb la diferència que les  tholoi gregues són construccions més grans mentre que les tombes micèniques estan generalment tallades en la roca.
S'han trobat alguns exemples molt antics a la regió de Messènia al sud-oest del Peloponès (Voidhokoilia), i més recentment a l'Argòlida (Trezè) al nord-est del Peloponès. Aquestes tholoi estan construïdes a peu pla i després amagades sota un munt de terra. Un parell de túmuls trobats a Marató, indiquen com una construcció rectangular (una cambra sense volta) formava part del centre de l'estructura, a la qual s'accedia per un passadís.
Després del 1500 aC, les tombes amb volta eren una construcció comuna, estesa per tot l'àmbit d'influència micènica. Però a diferència de les primeres tholoi aquestes estan en part tallades en la roca aprofitant la vessant d'un turó, de manera que només la tercera part superior de la volta està sobre el nivell del terra i així no calia emprar tanta terra per amagar la tomba.
| Passadís i porta de tolos trobats a Micenes: Tresoreria d'Atreus,(esquerra), "Tomba de Clitemnestra" (dreta). |  | Passadís i porta de tolos trobats a Micenes: Tresoreria d'Atreus,(esquerra), "Tomba de Clitemnestra" (dreta). |
| Passadís i porta de tolos trobats a Micenes: Tresoreria d'Atreus,(esquerra), "Tomba de Clitemnestra" (dreta). |  | |

Aquests tolos generalment contenen més d'una sepultura, les quals estan distribuïdes per diferents llocs de la tomba, de vegades posades damunt del terra, de vegades soterrades o en una mena de taüt de pedra (κίστη,císte), acompanyades de diversos objectes relacionats amb la vida d'ultratomba. Després de cada cerimònia d'enterrament, l'entrada al tolos s'omplia de terra formant un monticle que l'amagava. La cambra estava construïda amb blocs de pedra (maçoneria), fins i tot en els primers tolos, però el passadís (dromos) podia estar tallat en la roca, com en el cas de la Tomba de Panagia, a Micenes. En tolos posteriors, les tres parts (cambra, stomion i dromos) estaven construïdes amb carreu finament tallat, per exemple: l'anomenada " Tresoreria d'Atreu" o la "Tomba de Clitemnestra".
Les cambres dels tolos estaven construïdes amb peces de pedra encastades i sobresortint del mur fent diferents capes de pedra situades més juntes com més a prop de la part superior.
L'entrada era una ocasió per lluir de riquesa. En el cas de la "Tresoreria d'Atreu" l'entrada està decorada amb columnes de mineral roig i verd (Lapis Lacedaimonius) portat d'unes pedreres situades a 100 km de distància.
L'abundància d'aquesta mena de tombes, en diferents períodes, pot ser l'indicador que el seu ús no estava lligat a una monarquia governant en concret, encara que la grandària i,per tant, la despesa requerida per a les tombes més grans (que van des d'uns 10 metres a uns 15 metres de diàmetre i alçada) podrien ser prova que van ser encomanades per la reialesa. Als tholoi més grans s'han trobat els tresors més importants de l'edat del Bronze en la Grècia continental, tot i que algunes havien estat saquejades i mai se sabrà quina era la riquesa del seu contingut. Els arqueòlegs van trobar que la tholos de Vaphio, quan la van començar a estudiar ja l'havien profanat i robat, però els lladres van passar per alt dues cistes que contenien dues copes d'or decorades amb escenes de la doma d'un bou.

## Orient Pròxim i Xipre[calcitació]
A l'Orient Pròxim és comú trobar estructures circulars del tipus tolos, relacionades amb la cultura neolitica de Tell Halaf a l'Iraq, Síria i Turquia. Probablement s'empraven amb diferents usos: com a habitatges, com a llocs d'emmagatzemament i potser també per fer algun ritual. A Xipre (Khirokitia) hi ha alguns no tan antics, també emprats com a habitatges. Llevat de la forma, fins al moment no s'ha trobat cap altra relació entre aquests tolos domèstics i les construccions del mateix nom que serveixen com a sepultures.

## Sud d'Europa i Sardenya

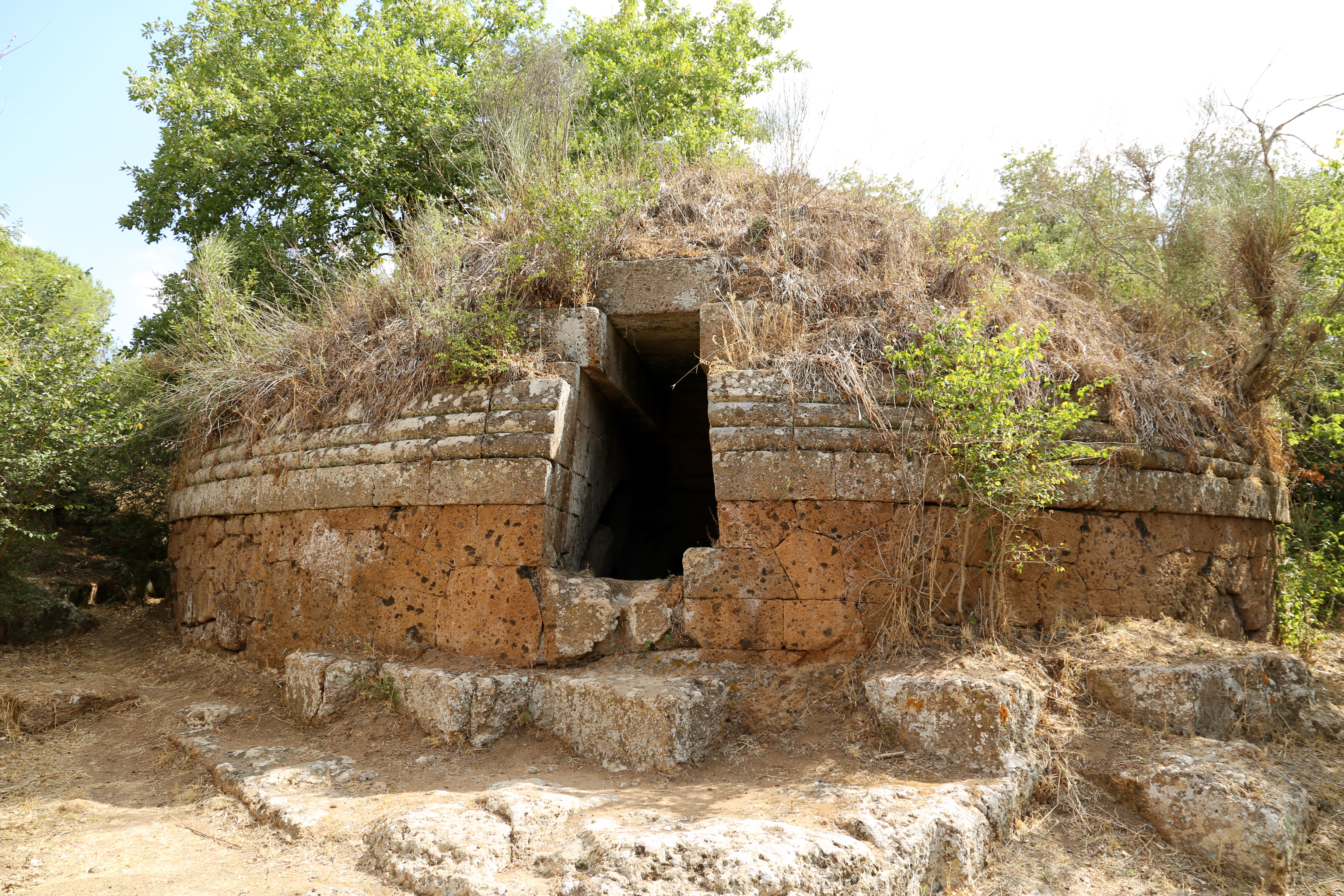
Necròpoli de Banditaccia (Cerveteri)

A la península Ibèrica s'han trobat tolos del període Eneolític, amb variants megalítiques del 3000 aC. El sud de Portugal i d'Espanya són les zones on abunden més, mentre que al sud-est de França i al centre de Portugal es donen altres estils, preferentment en forma de cova artificial. Les cultures relacionades amb aquest tipus de construccions són: El Argar i Los Millares.
En fortificacions de l'edat del Bronze, a La Manxa es va fer servir la tècnica del tolos per construir el que es coneix amb el nom de motillas.
Les imponents estructures conegudes amb el nom de nurag són del mateix estil i es troben a Còrsega i a Sicília. Tenen forma de con truncat, amb uns 12 metes de diàmetre i uns 15 m d'alçada. Es creu que n'hi havia uns 30.000, però només se n'han trobat 7.000.
Hi ha algunes tombes etrusques, de la necròpoli de Banditaccia, dels segles VI i VII aC, que tenen un aspecte similar al dels tolos. Els seus interiors estan decorats i moblats com si fossin cases etrusques.

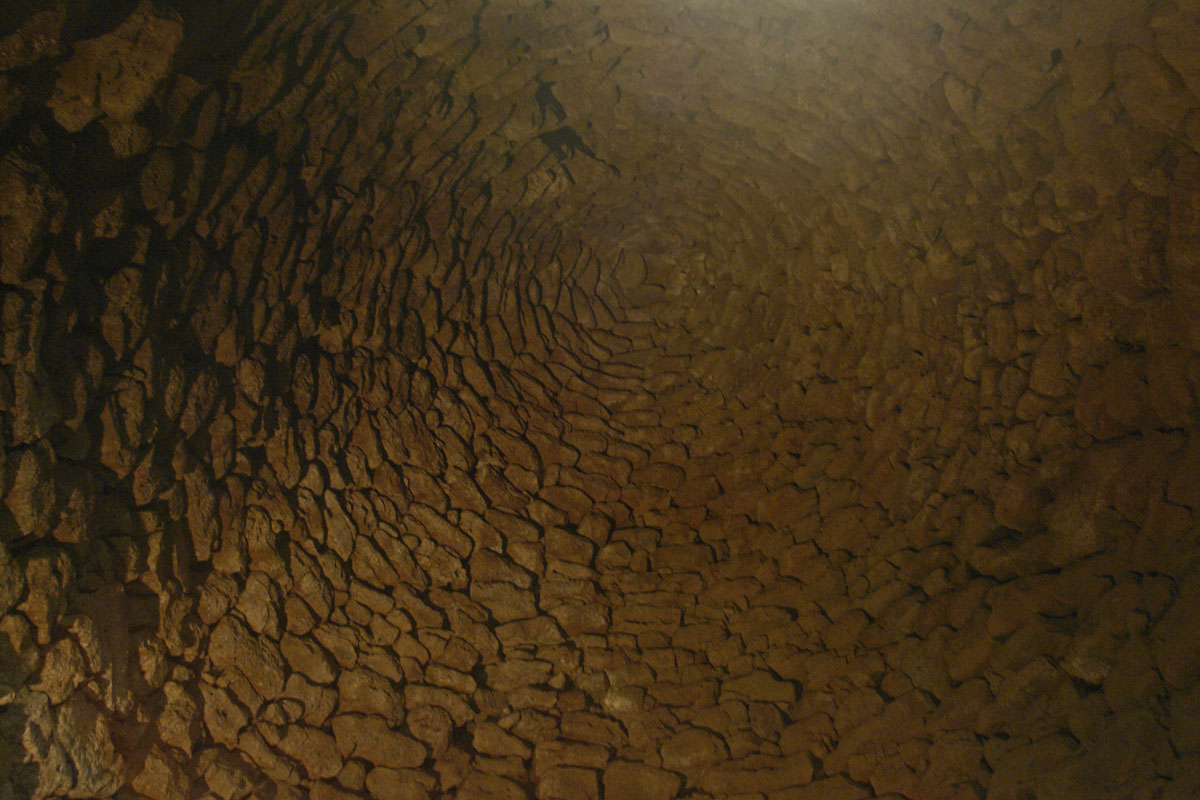
interior d'una nurag a Arrubiu (Sardenya)

## Est d'Europa[calcitació]
La Tomba tràcia de Kazanlâk és un exemple de tolos ricament decorat. Pertany a governants dels segles IV i III aC. Les parets interiors de la tomba estan reobertes de pintures representant fets de la vida dels difunts per als qui va ser construïda. A Bulgària també hi ha estructures més senzilles, uns túmuls coneguts amb el nom de mogili, els quals contenen cambres subterrànies amb el mateix tipus de volta que els tolos. Alguns exemples són: la Tomba tràcia d'Aleksandrovo, Tomba de Golyama Arsenalka i la de Seutes III. En aquestes tombes s'han trobat tresors que es poden veure al Museu Arqueològic de Bulgària i en altres museus.

## Oman[calcitació]
Els tolos més antics estan a Oman, construïts amb pedres planes apilades procedents de les formacions geològiques de la rodalia. Estan datats entre el 3500 i el 2500 aC, un període en què la península aràbiga tenia un clima més plujós que l'actual i era la llar d'una civilització florent que ocupava els territoris des de les muntanyes de l'interior fins al golf d'Oman. No s'han trobat sepultures a l'interior d'aquests toloi tot i que no hi ha indicis que tinguessin una altra funció. Tan sols tenen similituds superficials amb les tombes circulars de l'Egeu, ja que estan totalment sobre el nivell del terra i no presenten les tres estructures (cambra, porta i passadís).
Fins al moment s'han trobat en tres zones: la regió d'Al Hajar, la regió de Hat i l'àrea de Hadbin propera a Barka. Els tolos d'Hajar són molt nombroseo i un o doss'han restaurat permetent contemplar el seu interior de 5 o 6 metres d'alçada.